# Compagnie des mines de Ferfay
La Compagnie des mines de Ferfay est une compagnie minière qui a exploité la houille dans le bassin minier du Nord-Pas-de-Calais, dans les communes d'Auchel, Ferfay, puis Cauchy-à-la-Tour. Fondée le 8 juin 1852, elle effectue plusieurs sondages à Ecquedecques, Ames et Ferfay. Elle ouvre la fosse no 1 ou Montebello en 1853, et fait le 23 juillet 1853 une demande de concession. Celle-ci est acceptée le 29 décembre 1855 et porte sur 928 hectares, les concessions de Auchy-au-Bois, Marles et Bruay sont instituées en même temps. La fosse no 1, située près des limites avec la concession de Marles, a un champ d'extraction limité.
La fosse no 2 est ouverte à Ferfay en 1856 et la fosse no 3 dans la même commune en 1868. La Compagnie de Ferfay rachète en 1870 la Compagnie des mines de Cauchy-à-la-Tour et sa fosse située à Cauchy-à-la-Tour et en fait sa fosse no 4. L'extraction s'étend désormais aussi dans la concession de Cauchy-à-la-Tour. La situation financière de la Compagnie est mauvaise, les dettes sont trop élevées, mais elle continue de produire. Les puits nos 2 bis et 3 bis sont ajoutés respectivement à partir de 1884 et 1885. Durant la Première Guerre mondiale, la Compagnie est en zone libre, et augmente sa production pour participer à l'effort de guerre. Sa fosse no 4 recommence à produire, et un puits no 4 bis est ajouté à partir de 1917.
En 1925, la Compagnie de Ferfay est rachetée par la Compagnie des mines de Marles, et cesse d'exister. Les fosses nos 3 - 3 bis et 2 - 2 bis ferment respectivement en 1929 et 1936. En 1946, la Compagnie de Marles est nationalisée et intègre le Groupe d'Auchel. La fosse no 4 - 4 bis, renommée 7 - 7 bis depuis 1925, cesse d'extraire en 1950 et les puits sont remblayés en 1952. La fosse no 4 - 4 bis de Marles cesse d'extraire elle aussi en 1950, le puits no 4 ter, ancien no 1, qui assure l'aérage, est remblayé en 1951.

## Historique

### Avant 1880

#### Société de recherches de Lillers
Une Société dite de Lillers se forme le 8 juin 1852 pour la recherche de la houille dans le Pas-de-Calais. Les fondateurs sont Messieurs Chartier-Lahure, le général baron Lahure, Oscar Lahure, Déruelle et autres personnes de Douai, Bouchain et environs. Elle se compose de 24 parts d'intérêts. Cette société commence un premier sondage le 1er juillet 1852 sur le territoire de la commune d'Ecquedecques, puis un second (no 125) sur le territoire de la commune d'Ames le 1er décembre 1852 et enfin un troisième (no 261), sur le territoire de la commune de Ferfay le 1er janvier 1853. Le premier rencontre le tourtia à 188 mètres de profondeur, en traversant 2,50 mètres et, immédiatement en dessous, entre dans le calcaire carbonifère où il est définitivement abandonné à la profondeur de 192 mètres.
Le second après avoir traversé 116,50 mètres de morts terrains et dix mètres de terrain houiller tombe sur le calcaire carbonifère et est également abandonné à la profondeur de 135 mètres. Le troisième rencontre à 120 mètres de profondeur le terrain houiller et à 122,60 mètres une veine en deux sillons, le premier de 60 centimètres, le second de 30 centimètres, séparés par un banc de schistes de 30 centimètres. Se fondant sur ces données, les actionnaires de la Société de Lillers, qui viennent de commencer sur le territoire de Ferfay deux autres sondages (nos 262 et 263), l'un le 26 mars et l'autre le 2 avril 1853, résolvent de constituer leur ancienne Société sur de nouvelles bases. Cette nouvelle Société prend la dénomination de Société de Ferfay et de Ames.

#### Constitution de la Société d'exploitation
La Société de recherches de Lillers est dissoute et transformée par acte du 4 avril 1853, en société d'exploitation, sous la dénomination de Ferfay et de Ames. Elle durera jusqu'à l'épuisement de la houille dans la concession à obtenir. Le capital est fixé à 2 400 000 francs, représentés par 2 400 actions de 1 000 francs. 576 actions sont dévolues à titre gratuit aux actionnaires de la Société de Lillers, en compensation de leurs apports, dépenses faites, droits acquis à la concession et matériel de sondage. L'administration se compose de cinq membres. Dans le cas où l'un d'eux viendrait à cesser ses fonctions pour une cause quelconque, les administrateurs restants pourvoiront à son remplacement.
Nul ne pourra être administrateur s'il n'a la pleine propriété d'au moins vingt actions. Toute délibération devra être signée par trois administrateurs au moins, y compris le président. Le siège de la Société est à Ferfay. Le directeur-gérant doit être possesseur de vingt actions. Sa nomination et sa révocation ne pourront avoir lieu qu'à la majorité des quatre cinquièmes des voix des membres composant toute l'administration. L'administration ne peut faire aucun emprunt. Nul ne sera admis à faire partie de l'assemblée générale, s'il n'est propriétaire de quinze actions.
Les écritures sont arrêtées le 31 décembre de chaque année. L'administration fixe le chiffre des dividendes et de la réserve. Dans le cas où une très vaste exploitation obligerait l'administration à augmenter le capital social, elle est autorisée à émettre un fonds de réserve composée de 600 actions nouvelles de 1 000 francs chacune, sans que l'émission totale puisse jamais dépasser le chiffre de 3 000 actions.

#### Modification des statuts en 1866
Les statuts ci-dessus sont modifiés par l'assemblée générale du 1er février 1866, et remplacés par les suivants : il est formé une société civile sous le nom de Compagnie de Ferfay et de Ames. Son siège est au Bois Saint-Pierre-les-Auchel. Sa durée est illimitée. L'avoir social est divisé en 3 000 actions au porteur ou nominatives, au choix du possesseur. Tout propriétaire de cinq actions a voix délibérative à l'assemblée générale. Les délibérations de l'assemblée générale ne sont valables qu'autant qu'elle réunit au moins la moitié des actions émises. L'année sociale commence le 1er juillet et finit le 30 juin suivant. Une commission dite des comptes, nommée par l'assemblée générale et composée de trois membres, pris en dehors du conseil d'administration, vérifie les comptes et fait un rapport à l'assemblée générale.
Le conseil d'administration est composé de sept membres, qui doivent posséder chacun au moins cinq actions. En cas de démission où de décès de l'un des membres du conseil d'administration, les membres restants pourvoient à son remplacement. La présence de quatre membres est nécessaire pour la validité des délibérations. La révocation du directeur-gérant ne peut être prononcée que dans une réunion à laquelle assistent tous les membres du conseil d'administration et à la majorité de cinq voix contre deux. Le chiffre des dividendes est fixé par le conseil d'administration, d'après le bénéfice net acquis suivant le bilan arrêté au 30 juin, prélèvement fait de la somme affectée à la réserve. Cette somme ne pourra excéder 15 % du bénéfice net total, annuel. Le chiffre des réserves ne pourra dépasser 500 000 francs.

#### Émission d'actions avec intérêts garantis
Sur les 3 000 actions de 1 000 francs formant le fonds social de la Compagnie de Ferfay, il n'en a été émis que 2 181. Il en reste à la souche 819. L'assemblée générale du 6 décembre 1871 décide l'émission au pair de ces 819 actions. Mais elles n'ont pas été souscrites. On n'obtient leur souscription qu'en leur garantissant un intérêt annuel de 50 francs (délibération de l'assemblée générale du 14 février 1872).
Ces actions nouvelles cessent toutefois d'avoir ce privilège d'une garantie d'intérêt de 50 francs après le payement, pendant cinq années consécutives, d'un dividende d'au moins 50 francs pour chacune des 3 000 actions formant le fonds social.

#### Deuxième modification des statuts en 1875
Le 21 janvier 1875, l'assemblée générale des actionnaires apporte de nouvelles modifications aux statuts. Ainsi, l'assemblée générale se tient à Douai le deuxième jeudi de novembre de chaque année. Les administrateurs sont élus à la majorité des suffrages et au scrutin secret par les actionnaires réunis en assemblée générale ; la durée de leur mandat est de sept ans. L'assemblée des actionnaires procède chaque année à l'élection d'un administrateur. Chaque administrateur doit posséder au moins dix actions. La présence de cinq membres est nécessaire pour la validité des délibérations.
L'assemblée générale du 4 janvier 1877 décide la conversion des titres d'action au porteur en titres nominatifs. Mais un assez grand nombre d'actionnaires, redoutant les conséquences de la responsabilité des dettes de la Compagnie, ne veulent pas se conformer à cette décision, et à la fin de l'année 1877 il reste environ 500 actions au porteur.

#### Actions
Le capital de la Compagnie de Ferfay est de 3 000 000 francs divisé en 3 000 actions de 1 000 francs chacune, émises aux diverses époques ci-après : 1 580 actions de 1852 au 31 décembre 1857, 420 actions au 30 avril 1858, 181 actions au 30 juin 1860 et 819 actions au 31 décembre 1873.

#### Concession

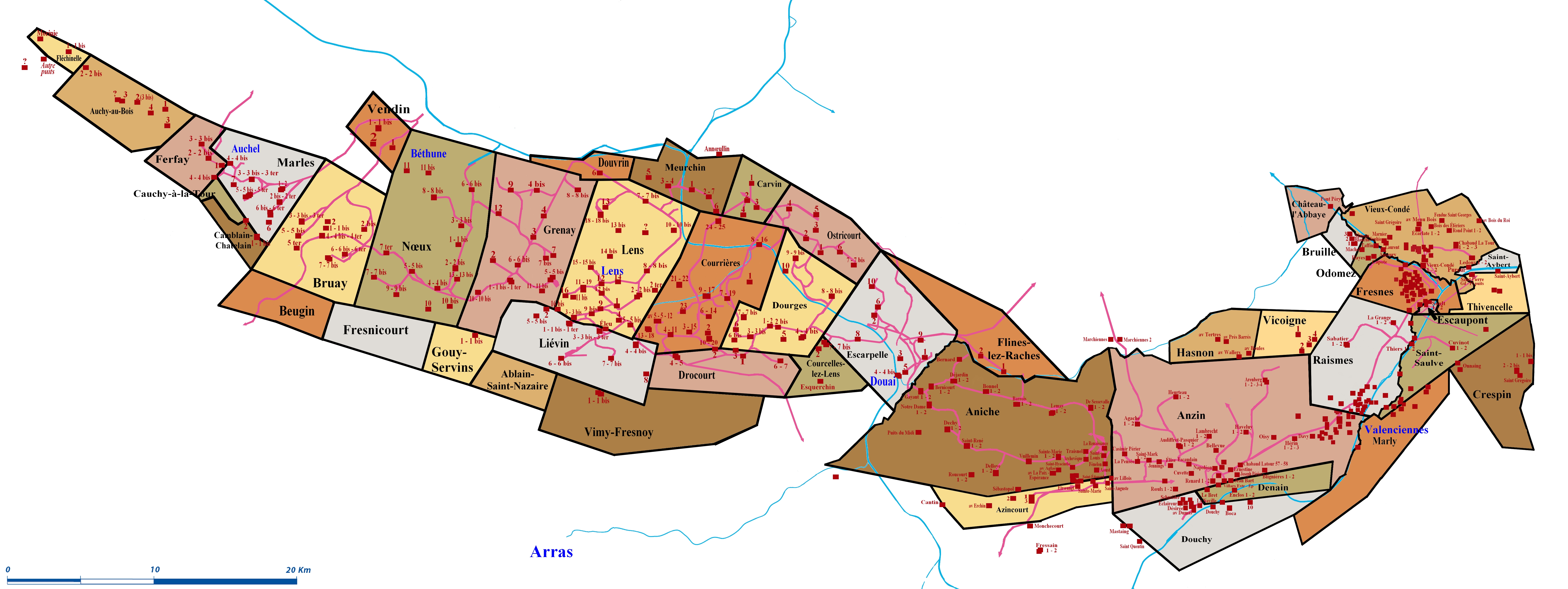
La concession de Ferfay et de Cauchy-la-Tour parmi celles du bassin minier hors Boulonnais.

Quelques mois après sa constitution en société d'exploitation, la Compagnie de Ferfay et Ames fait, le 23 juillet 1853, une demande en concession. Plusieurs Compagnies se disputent alors les terrains restant à concéder, et l'instruction des diverses demandes est longue et laborieuse.
Enfin, paraît un décret le 29 décembre 1855, qui institue en même temps les quatre concessions de Ferfay, Auchy-au-Bois, Marles et Bruay. L'étendue de la concession de Ferfay est fixée à 928 hectares. En mars 1870, la Compagnie se rend adjudicataire de la concession de Cauchy-à-la-Tour, instituée par décret du 21 mai 1864, en faveur d'une société qui est entrée en liquidation après avoir percé un puits contre la limite est de la concession de Ferfay.
Cette acquisition, autorisée par décret du 7 mai 1872, ajoute à la superficie possédée par la Compagnie de Ferfay 278 hectares, de sorte que la surface des deux concessions de cette Compagnie est de 1 206 hectares. En 1877, la Compagnie exécute un sondage au midi, en vue de trouver le terrain houiller en dessous du terrain dévonien renversé, ainsi qu'on l'a constaté à Liévin, Bully et Drocourt, et elle demande une extension de concession.

#### Travaux

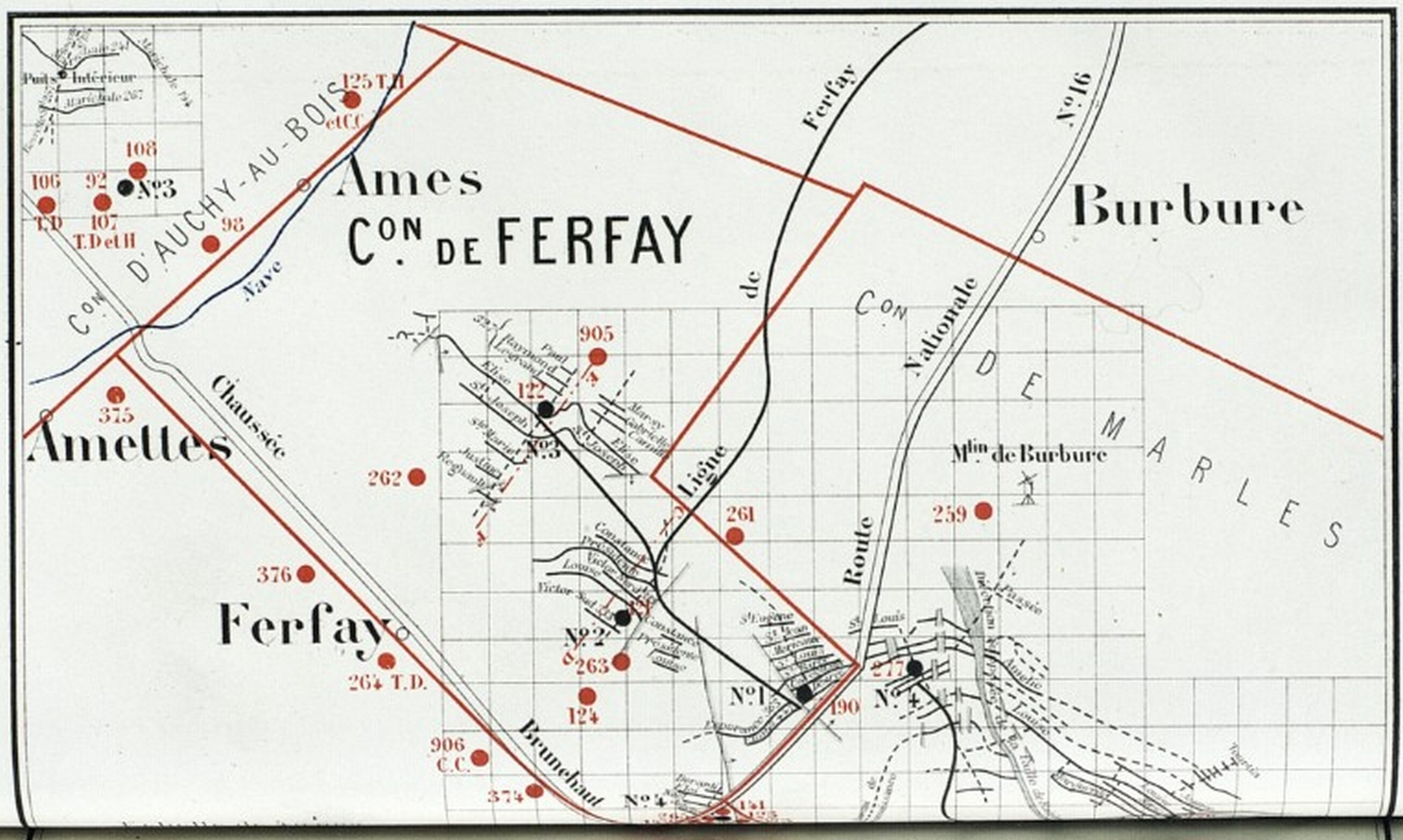
État des travaux vers 1880.

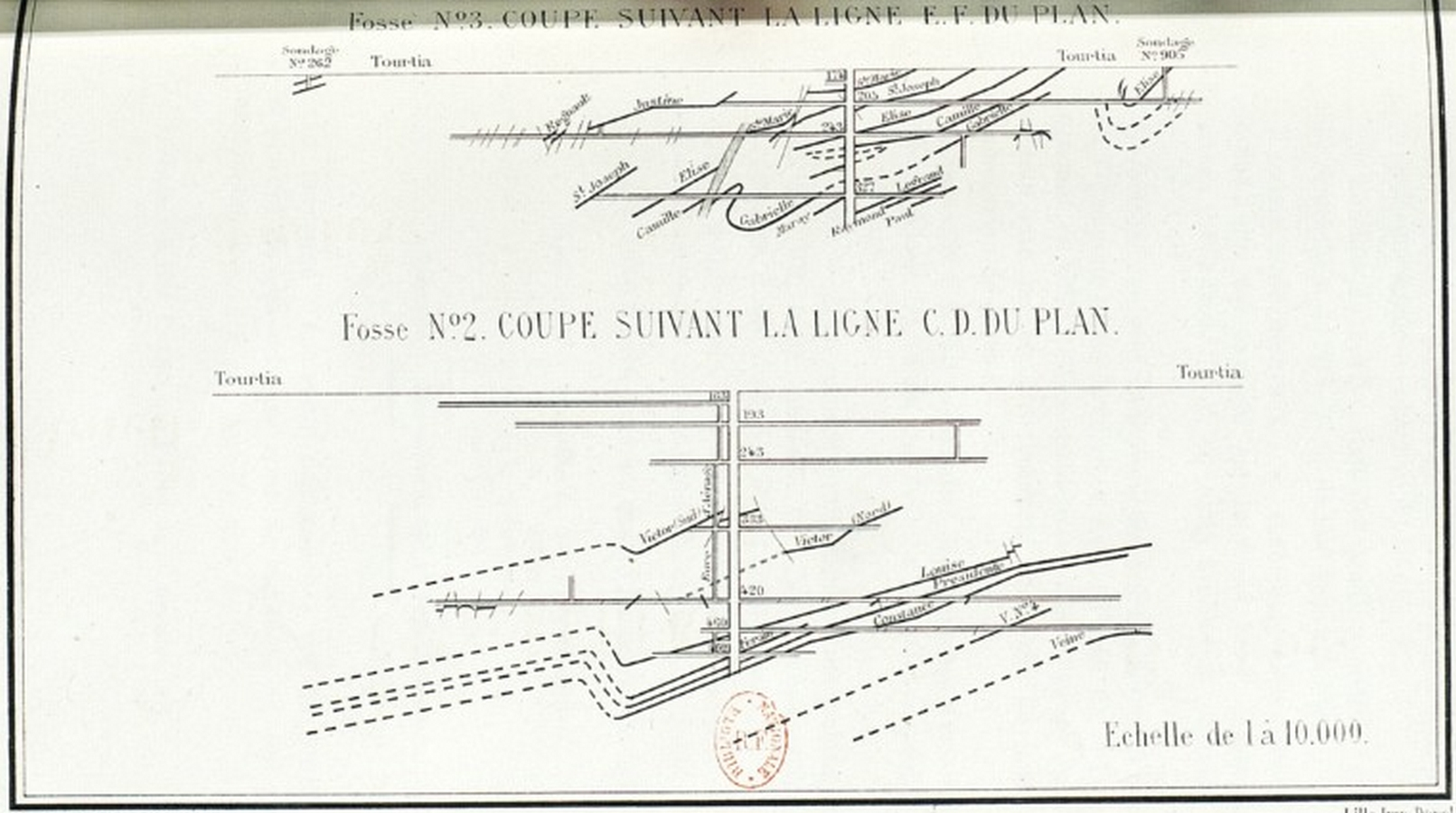
Coupes verticales aux puits nos 3 et 2.

La Société d'exploitation débute immédiatement, en 1853, par l'ouverture d'une fosse no 1 ou Montebello. Mais les limites communes données par le décret du 29 décembre 1855 aux concessions de Ferfay et de Marles, quoique fixées en vue de conserver cette fosse à la Compagnie de Ferfay, ne lui laissent qu'un champ d'exploitation très limité à l'est et au nord.
La fosse no 1 entre en exploitation dans le courant de l'année 1855, et fournit, cette année, 37 300 hectolitres. Elle est ensuite approfondie à 467 mètres. Une deuxième fosse, dite no 2 ou Lahure, est commencée en 1856, à l'ouest. Elle ne fournit d'abord que de mauvais résultats, et, en 1862, est en approfondissement à 375 mètres sans avoir, pour ainsi dire, rien produit. Depuis, elle a fourni quelques produits, qui ont été en augmentant. Sa profondeur est de 497 mètres.
En 1867, on ouvre une fosse no 3, Druon, qui est de beaucoup la meilleure de la concession de Ferfay. Par sa mise en exploitation, en 1870, la production de la Compagnie de Ferfay se développe rapidement et passe de 82 000 tonnes, en 1870, à 121 000 tonnes, en 1871, et 160 000 tonnes, en 1872. M. Évrard a installé à la fosse no 3, en 1876, un trainage mécanique par chaîne flottante, pour une exploitation en vallée, qui présente cette particularité que le moteur est placé au jour, et qu'il actionne la poulie de tête de la chaîne par un câble de transmission descendant dans le goyau. On y a également installé la perforation mécanique en 1879. Cette fosse est approfondie à 327 mètres. La Compagnie possède une quatrième fosse, no 4, foncée par la Compagnie de Camblain-Câtelain, en 1859, comprise dans la concession de Cauchy-à-la-Tour, dont elle a fait l'acquisition en 1870. Cette fosse, tombée sur un gisement pauvre et irrégulier n'a pour ainsi dire rien produit. Elle est en chômage depuis 1876, sans être abandonnée. La Compagnie se propose d'y d'opérer des recherches par les bowettes de la fosse no 1 et à une grande profondeur. En cas de découvertes utiles, la fosse de Cauchy serait approfondie et l'exploitation en serait reprise. Tous les puits de la concession de Ferfay ont été creusés avec facilité, et le passage des niveaux n'a fourni que de faibles quantités d'eau.
Le bilan du 30 juin 1874 donne les dépenses faites à chacune des quatre fosses tant en achat du terrain, creusement des puits, bâtiments, machines et matériel, un ensemble de 4 509 979,18 francs, dont 982 608,97 francs pour la fosse no 1, 1 679 410,32 francs pour la fosse no 2, 1 184 380,23 francs pour la fosse no 3 et 663 579,66 francs pour la fosse no 4. Le prix moyen d'installation d'une fosse de Ferfay a donc été de 1 127 495 francs.

#### Chemins de fer
Un chemin de fer de six kilomètres, concédé par décret du 8 mai 1860, relie la fosse no 2 à la gare de Lillers, et des embranchements, partant des fosses nos 1 et 3, se raccordent au grand chemin de fer près du no 2. De la gare de Lillers, les wagons de la Compagnie empruntent le chemin du Nord jusqu'à la gare de Berguettes, d'où un embranchement particulier aboutit au port d'embarquement d'Isbergues, sur le canal d'Aire à la Bassée. Ce dernier embranchement, comme le port d'Isbergues, a été établi à frais commun par les Compagnies de Ferfay et d'Auchy-au-Bois. La Compagnie possède trois locomotives-tenders et 80 wagons pour le service de ses embranchements.
Au 30 juin 1874, il avait été dépensé pour l'établissement des chemins de fer et du rivage 1 382 118,64 francs dont 1 167 278,12 francs pour la construction et le matériel, 90 845,77 francs pour le chemin de fer de la fosse no 3, 97 399,25 francs pour la gare d'Isbergues, les voies et la maison, et 26 595,50 francs pour la gare de Lillers.

#### Production
La fosse no 1 entre en exploitation fin 1855, et produit successivement 3 351 tonnes en 1855, 31 842 tonnes en 1856 et 36 429 tonnes en 1857, soit 71 628 tonnes sur la période. L'ouverture de la fosse no 2, en 1851, n'augmente d'abord pas sensiblement la production, à cause de l'irrégularité de ses gisements. Ainsi l'extraction est de 42 418 tonnes en 1858, 38 814 tonnes en 1859, 31 680 tonnes en 1860, 38 388 tonnes en 1861, 39 466 tonnes en 1862, 46 661 tonnes en 1863 et 49 492 tonnes en 1864, soit 293 325 tonnes sur la période. Elle s'élève à 61 391 tonnes en 1865, 79 512 tonnes en 1866, 12 934 tonnes en 1867, 10 011 tonnes en 1868, 14 181 tonnes en 1869 et 89 300 tonnes en 1870, soit 441 396 tonnes sur la période.
La mise en exploitation de la fosse no 3, puis les circonstances favorables de la crise houillère impriment un grand accroissement à la production des mines de Ferfay qui atteint 126 232 tonnes en 1871, 165 947 tonnes en 1872, 181 645 tonnes en 1873, 153 456 tonnes en 1874, 161 966 tonnes en 1875, 162 865 tonnes en 1876, 156 433 tonnes en 1877 et 159 008 tonnes en 1878, soit 1 213 552 tonnes sur la période et une extraction totale de 2 085 900 tonnes depuis l'origine.

#### Gisement

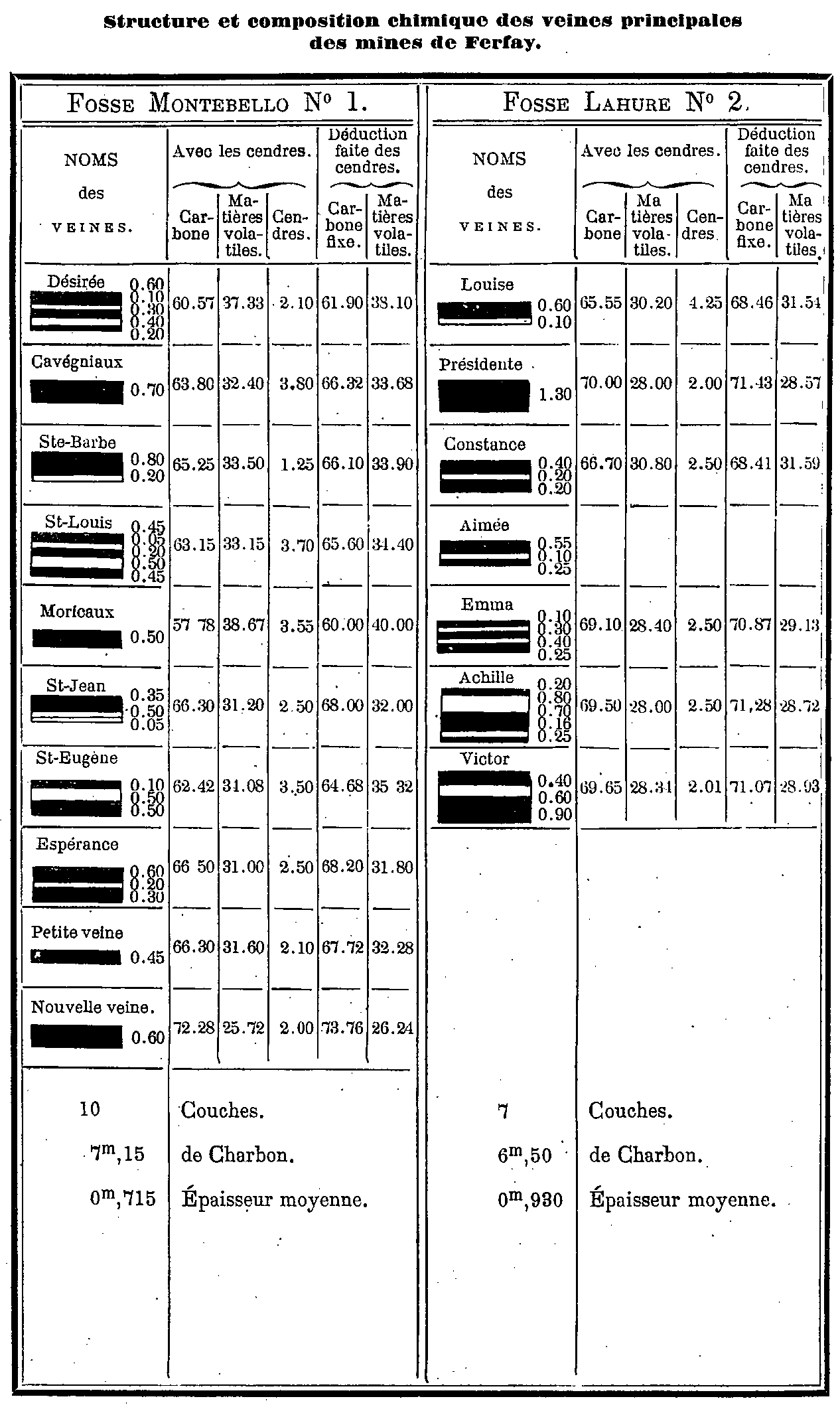
Veines aux fosses nos 1 et 2.

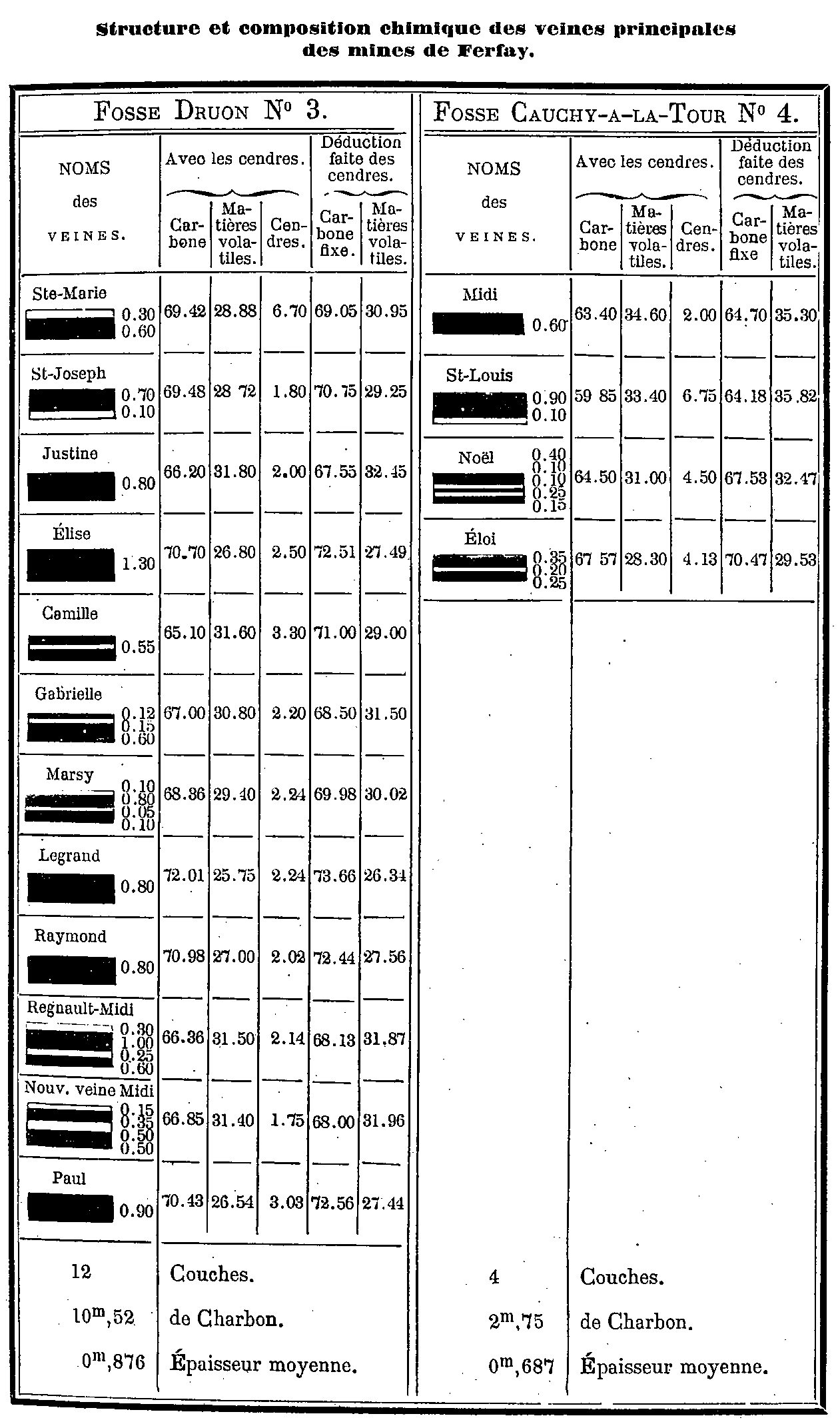
Veines aux fosses nos 3 et 4.

D'après la notice distribuée aux membres du congrès de 1876 de l'industrie minérale, les travaux alors exécutés ont recoupé vingt-six veines de houille représentant une épaisseur totale en charbon de 19,97 mètres. Les houilles de Ferfay sont des houilles grasses, gazeuses, elles renferment de 26 à 38 % de matières volatiles. Il existe trois faisceaux : le supérieur, c'est-à-dire le plus au sud, qui est exploité par la fosse no 1, l'intermédiaire reconnu par la fosse no 2, et enfin l'inférieur exploité par la fosse no 3,.
Le faisceau supérieur comprend dix couches de 45 centimètres à 1,10 mètre, dont l'épaisseur totale en charbon est de 7,15 mètres, et l'épaisseur moyenne de 71,5 centimètres. Mais malheureusement l'allure des veines est telle que ces couches rentrent bien vite au levant dans la concession de Marles. La fosse no 2 a fait reconnaître sept couches d'une épaisseur totale de 6,50 mètres, mais une faille a jusqu'ici empêché de les exploiter vers l'est.
À la fosse no 3, on connaît douze veines d'une puissance totale de 10,52 mètres, mais, en fait, on n'y a guère exploité que deux couches, Élise, de 1,30 mètre, et Saint-Joseph, de 70 centimètres. Quatre couches ont été découvertes à la fosse no 4 ; elles présentent ensemble une épaisseur de charbon de 2,75 mètres. Ainsi, il a été trouvé dans les quatre fosses de Ferfay dix couches de 7,15 mètres d'épaisseur totale à la fosse no 1, sept couches de 6,50 mètres d'épaisseur totale à la fosse no 2, douze couches de 10,52 mètres d'épaisseur totale à la fosse no 3 et quatre couches de 2,75 mètres d'épaisseur totale à la fosse no 4, soit un ensemble de 33 couches de 26,92 mètres d'épaisseur totale. La moyenne d'épaisseur des couches est de 81,6 centimètres, mais la plupart de ces couches sont accidentées, et ont été peu exploitées.

#### Emprunts
Une délibération du 24 novembre 1864, autorise l'émission d'un emprunt de 545 000 francs représenté par 1 090 obligations nominatives de 500 francs, remboursables à 560 francs en dix ans et rapportant 6,5 % d'intérêt. Le dernier tirage a été effectué en 1876.
Le 11 décembre 1867, on décide un deuxième emprunt de 1 000 000 francs pour lequel on émet 2 000 obligations de 500 francs remboursables à 550 francs en dix ans, de 1872 à 1880 et rapportant 30 francs d'intérêt annuel.
En 1870, un nouvel emprunt de 1 000 000 francs en 2 000 obligations de 500 francs est effectué, il est remboursable à 550 francs en dix ans, de 1876 à 1885 et avec intérêt de 30 francs. Tous ces emprunts ont été contractés avant l'émission des 819 actions restées à la souche ; émission qui a eu lieu en 1872. Ces actions n'ont pas été souscrites d'abord, et n'ont pu être placées qu'en leur accordant une garantie d'intérêt annuel de 50 francs.
Un quatrième emprunt est fait en 1875, il est de 1 500 000 francs et représenté par 3 000 obligations de 500 francs, rapportant 30 francs d'intérêt et remboursables à 550 francs de 1881 à 1890 en dix ans.
L'assemblée générale du 4 janvier 1877, décide un nouvel emprunt de 1 500 000 francs représenté par 3 000 obligations de 500 francs, rapportant 30 francs d'intérêt et remboursables à 550 francs, de 1885 à 1898 en quatorze ans. Le total des emprunts est de 5 545 000 francs. À ce chiffre des emprunts de 5 545 000 francs, il faut ajouter les avances ou prêts faits par la Société financière de crédit de Ferfay, constituée au commencement de 1878, pour sortir la Compagnie de Ferfay de la situation critique dans laquelle elle se trouve alors. Ces avances s'élèvent au 30 juin 1878 à 591 051,43 francs et au 30 juin 1879 à 1 354 634,13 francs. Le total général des emprunts faits successivement par la Compagnie de Ferfay, s'est donc élevé, au 30 juin 1879, à 6 809 634,13 francs.

#### Situation financière embarrassée
La situation de la Compagnie de Ferfay, en 1874, malgré le prix élevé de 3 460 francs qu'ont atteint les actions, ne laissent pas que de préoccuper un grand nombre d'actionnaires. Un syndicat s'est réuni à Béthune pour demander des réformes, et l'assemblée générale du 12 novembre est très mouvementée. Le bilan comptable présenté à cette assemblée est le suivant :
Cette situation est mauvaise et est l'objet de critiques dans l'assemblée générale de janvier 1875. L'actif comprend toutes les dépenses faites depuis l'origine, et aucun amortissement n'a été effectué. La dette obligations monte à près de deux millions et la dette flottante à près de 1,5 million de francs. On est obligé de consolider cette dette flottante par l'émission d'un quatrième emprunt de 1 500 000 francs.
Le bilan du 30 juin 1876 indique une situation qui n'est pas meilleure. On a amorti partie des dépenses qui ne sont plus représentées ; mais la dette obligations dépasse trois millions, et la dette flottante est encore de près d'un million.
La nécessité d'un cinquième emprunt pour la consolidation de la dette flottante, et l'exécution de travaux indispensables s'imposait et l'assemblée générale du 4 janvier 1877 vote cet emprunt, dont l'importance est de 1 500 000 francs. Il n'est couvert qu'à concurrence d'un peu plus d'un million, et l'on négocie avec des banquiers le placement des 850 obligations qui n'ont pas été souscrites.
Mais les ressources de cet emprunt sont insuffisantes pour conjurer la situation toujours critique de la Société. L'assemblée générale du 8 novembre 1877, nomme une commission de treize membres pour étudier les moyens d'en sortir. Cette commission a eu recours aux lumières de deux ingénieurs, Messieurs De Clercq et Piérard qui, dans un rapport du 17 décembre 1877, concluent à la nécessité de pousser activement les travaux préparatoires des trois fosses ; évaluent à 500 000 francs la dépense à faire en trois ans à cet effet, et constatent qu'il ne leur paraît pas possible d'abaisser le prix de revient au-dessous de douze francs la tonne, avant l'exécution du programme de travaux qu'ils conseillent.
La commission reconnaît que pour un temps dont la durée est impossible à fixer, l'extraction resterait improductive, puisque le prix de revient est de 13,68 francs la tonne, sans les cotisations sociales, et que le prix de vente ne ressort qu'à 13,33 francs. Elle reconnaît en outre que la Société est en face d'une dette considérable, dont une partie exigible à bref délai, et dans la nécessité de faire de nouvelles et importantes dépenses. Le fonds de roulement, au 30 novembre 1877, caisse, portefeuille, créances, approvisionnements et stock de charbon, est de 720 758,45 francs.
Outre une dette consolidée de 4 486 000 francs en 8 972 obligations de 500 francs remboursables avec prime de 550 francs et productives de 6 % d'intérêt, la dette flottante exigible est de 241 243,72 francs. Il y a en outre à payer, au commencement de l'année 1868 268 000 francs pour les intérêts des obligations, 176 000 francs pour le remboursement d'obligations sorties, soit 444 000 francs. L'ensemble est de 685 243,72 francs.
La Commission, en présence de ces échéances, d'une dépense, de 500 000 francs en travaux, de la perte de l'exploitation, reconnaît que le crédit de la Compagnie est complètement épuisé, et qu'elle ne trouverait pas de nouveaux préteurs.
Elle propose donc la dissolution de la Société, et, préoccupée des intérêts des actionnaires et des obligataires, elle soumet à l'assemblée générale du 27 décembre 1877, un projet de constitution d'une Société nouvelle sur les bases suivantes : un capital de six millions de francs, divisés en 12 000 actions de 500 francs : 9 000 actions seront appliquées au remboursement des obligations actuellement dues ; 3 000 actions seront réservées aux actionnaires actuels, à titre d'actions de fondateurs, à la condition de souscrire quatre actions, moyennant le versement de 1 500 francs. Dans le cas où l'actionnaire actuel ne voudrait pas souscrire dans les conditions ci-dessus, son titre actuel pourra être échangé contre une action de la nouvelle Société, avec versement de 250 francs.
Les versements pourraient se faire soit en espèces, soit en obligations de l'ancienne société, admises pour 500 francs. Il se produit des objections nombreuses contre le projet ci-dessus de la Commission ; les obligataires, qui savent qu'ils peuvent toujours exercer un recours contre les actionnaires de la Société civile, n'acceptent pas, pour la plupart, l'échange de leurs obligations contre des actions. Enfin, la combinaison proposée n'aboutit pas.

#### Formation de la Société financière du crédit de Ferfay
Un certain nombre d'actionnaires, souscripteurs aussi d'obligations, se constituent en société de crédit pour essayer d'empêcher la liquidation forcée de la société houillère, et conjurer ainsi la perte de leurs intérêts, et bien plus, l'imminence de versements d'au moins 1 500 francs par action de 1 000 francs dont ils sont tenus pour le payement des dettes. Cette société de crédit a pour objet de racheter pour le compte de la société houillère un grand nombre d'obligations, passives d'intérêt à 6 % et remboursables à bref délai et d'avancer à la dite société jusqu'à concurrence de 1,5 et même deux millions en principal, intérêts et frais, les sommes nécessaires pour le payement de ses dettes et charges et la marche et le développement de son exploitation ; de n'exiger, que sur les premiers bénéfices disponibles de la société houillère, le remboursement des avances qu'elle lui ferait. En échange de ces avantages, la compagnie houillère garantit à la société de crédit, qui est une société anonyme, premièrement, l'intérêt à 6 % de son capital, deuxièmement, l'amortissement du dit capital avec une prime de 10 % et enfin, troisièmement, une part dans ses bénéfices.
Elle lui accorde en outre la nomination de quatre de ses administrateurs et différents autres avantages. Le capital de la société de crédit est fixé à cinq millions, divisés en 10 000 actions de 500 francs. Les souscripteurs pourront se libérer, soit en espèces, soit en obligations de Ferfay. Les actions sont nominatives ou au porteur, au choix de l'actionnaire. La Société est administrée par un conseil de cinq membres... Le but de la Société de crédit est surtout de permettre à la Compagnie de Ferfay d'ajourner le payement des intérêts et le remboursement de ses obligations. Ses actions se substituent aux obligations, dont elles ont tous les droits, sauf toutefois celui de recevoir de suite les intérêts et le remboursement,.

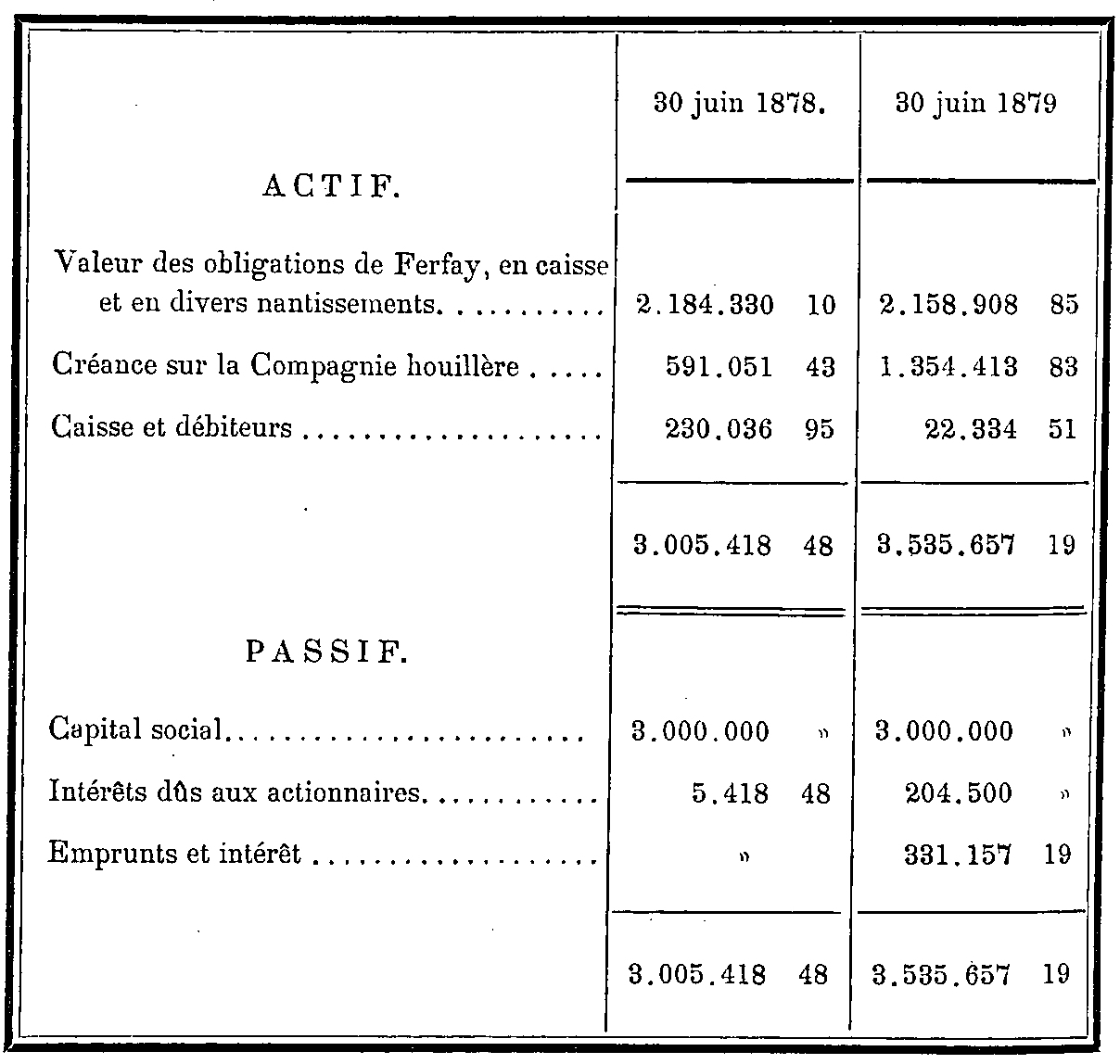
Bilans comptables aux 30 juin 1878 et 1879.

L'assemblée générale du 21 mars 1878, accepte le traité proposé par la société de crédit, et on sort ainsi de la situation plus que critique dans laquelle se trouve l'entreprise. Faute de souscription suffisante, la société de crédit a réduit son capital à trois millions, divisé en 6 000 actions de 500 francs, dont le versement a été effectué par l'apport de 4 263 obligations de la Société de Ferfay, reprises à 500 francs soit 2 131 500 francs et le payement en espèces de 500 francs sur 1 737 actions soit 868 500 francs, soit un ensemble de 3 000 000 francs.
À la fin de juin 1879, la Société a avancé à la Compagnie houillère 1 354 634,13 francs et comme elle n'a reçu en espèce que 868 500 francs. Elle a dû se procurer par des emprunts les ressources nécessaires pour subvenir à ses dépenses.
Un premier emprunt de 300 000 francs a été contracté avec des banquiers sur nantissement d'obligations de Ferfay. Un deuxième emprunt de 420 000 francs autorisé par l'assemblée générale des actionnaires du 20 mai 1879, n'a été couvert que jusqu'à concurrence de 252 000 francs. Les bilans arrêtés au 30 juin des années 1878 et 1879, donnent la situation suivante de la société de crédit.

#### Situation en 1879
Deux années se sont écoulées depuis la formation de la société de crédit, et la situation financière de la Compagnie de Ferfay est encore très critique, ainsi que le constate le bilan arrêté au 30 juin 1879.
La question de liquidation de la Société a été examinée par les conseils d'administration des sociétés d'exploitation et de crédit, et dans une réunion extraordinaire des actionnaires du 18 septembre 1879, il a été décidé de proposer de réaliser, par un appel volontaire de 150 francs par titre, la somme de 225 000 francs, nécessaires pour achever des travaux d'exploitation, sur lesquels on fonde des espérances de rénovation des conditions de l'entreprise. Une liste de souscription a été ouverte ; 143 000 francs sont souscrits à la date du 13 novembre 1879 ; il manque 82 000 francs.
Une assemblée générale, convoquée pour obtenir la souscription de ces derniers 82 000 francs, devait en cas d'insuccès, décider la liquidation de la Société. Cette assemblée, tenue le 8 janvier 1880, a, parait-il, réuni les 82 000 francs que l'on considère comme nécessaires pour achever les travaux de développement de l'exploitation. Cependant les souscripteurs volontaires de ces 225 000 francs, ont imposé la condition que les porteurs d'obligations consentent à ajourner le remboursement des obligations sorties aux tirages annuels, et on pense que cette condition sera acceptée et par la société de crédit et par le plus grand nombre de porteurs d'obligations qui sont pour la plupart en même temps actionnaires de Ferfay.

#### Dépenses de premier établissement
Le bilan a donné, fin juin 1874, le détail des dépenses faites à Ferfay pour premier établissement depuis l'origine, à savoir :
L'extraction est en 1874 de 153 456 tonnes. Il a donc été dépensé en frais de premier établissement 5,3 millions par 100 000 tonnes ou 53 francs par tonne extraite annuellement. Ce chiffre a même été dépassé depuis 1874, puisqu'on a dû recourir à deux emprunts en 1875 et 1877 de 1,5 million chaque, puis au prêt de la société de crédit. Une partie de ces emprunts a servi à réduire le chiffre de la dette, mais l'autre partie a été employée en travaux neufs et en réorganisation de l'entreprise. Aussi, on peut admettre que le capital, engagé dans les mines de Ferfay, s'élève à neuf à dix millions de francs, soit à près de 60 francs par tonne extraite annuellement,.
Ce capital de 9 291 513,83 francs a été fourni par le produit de l'émission de 2 424 actions ayant versé 1 000 francs soit 2 424 000 francs, par cinq emprunts successifs réalisés de 1864 à 1877 soit 5 545 000 francs, par le prêt de la société de crédit, réalisé au 30 juin 1879 soit 1 322 513,83 francs et le surplus par une retenue sur les bénéfices annuels.

#### Dividendes
Dès 1857, la Compagnie de Ferfay distribue un dividende de 100 francs à chacune des 1 580 actions alors émises. Le dividende s'élève les trois années suivantes, de 1858 à 1860, à 125 francs. Il y a alors 2 000 actions émises. De 1861 à 1866, on ne distribue pas de dividende. Mais en 1867 et 1868, on répartit 50 francs par actions aux 2 181 actions émises. Le dividende tombe à 25 francs en 1869 et 1870. Aucune répartition n'est faite pendant les trois années de 1871 à 1873. En 1874, on distribue 50 francs à chacune des 3 000 actions émises.
Depuis lors, il n'a été distribué aucun dividende. À la fin de 1874, le conseil d'administration propose à l'assemblée générale la répartition d'un dividende de 50 francs ; mais celle-ci, en présence d'une dette flottante de 1 400 000 francs, rejette cette proposition. Quant aux 819 actions à intérêt garanti de l'émission de 1872, elles n'ont pas cessé de recevoir, depuis la date de leur souscription jusqu'à 1879, un intérêt annuel de 50 francs. Dans la situation financière de la Compagnie, cette charge annuelle de 40 950 francs, payés aux actions à intérêt garanti, est venue aggraver d'une manière fâcheuse la position déjà si embarrassée de l'entreprise.

#### Valeur des actions
En novembre 1858, des actions libérées de Ferfay sont reprises dans une succession au taux de 2 350 francs, c'est-à-dire avec une prime de 1 350 francs ou de 135 %. Elles reçoivent alors un dividende de 125 francs. Mais leur valeur s'abaisse et on les retrouve à 2 000 francs en 1860, 1 100 et 1 550 francs en 1861, 1 350 et 1 215 francs en 1863, 1 250 et 1 050 francs en 1864 et 900 francs en 1866. Aucun dividende n'ayant été distribué de 1861 à 1866. Elles remontent en 1867 à 1 400 francs pour redescendre à 1 000 francs. Mais, en 1868, on ne trouve pas à les vendre au pair, 1 000 francs.
En 1871, l'émission de 819 actions restées à la souche, décidée par l'assemblée générale du 6 décembre, ne peut être réalisée au pair, faute de souscriptions. Pour en obtenir le placement, une assemblée générale extraordinaire du 14 février 1872, décide d'accorder à ces 819 actions le privilège d'une garantie d'un intérêt de 50 francs, chaque fois que le dividende annuel n'atteindrait pas ce chiffre. Toutefois ce privilège cesserait, après le payement pendant cinq années consécutives d'un dividende à toutes les actions d'au moins 50 francs.
Malgré cette garantie d'intérêt, qui fait des actions ainsi émises, de véritables obligations, il y a eu peu d'empressement à les souscrire. Des personnes qui considèrent tout d'abord ces actions privilégiées comme un placement sûr, s'abstiennent d'en souscrire, lorsqu'elles apprennent que le capital à en provenir ne devait servir, même insuffisamment, qu'à rembourser une dette flottante considérable que l'administration a laissé se former sans la moindre préoccupation, alors que peu auparavant elle distribue des dividendes sur des bénéfices qui n'existent pas en réalité.
La crise houillère fait monter le prix des actions de Ferfay comme celui de toutes les autres actions de mines. Ce prix s'élève pour les actions ordinaires, de 1 100 francs, prix de fin 1872 à 3 000 et 3 200 francs en mars 1873. On les retrouve 2 525 francs en janvier 1874, 3 460 francs en août 1874 et 4 665 francs en mars 1875. Elles atteignirent même le prix maximum de 5 850 francs. Elles redescendent à 4 070 francs en août 1875, à 2 770 francs en janvier 1876, à 1 090 francs en janvier 1877, à 170 francs en janvier 1878 et à 70 francs en décembre 1878.
Elles tombent même à deux francs le 17 janvier 1879, à cause de la prévision très fondée que dans le cas d'une liquidation, les possesseurs de ces actions seront tenus à rapporter pour payer les dettes de la société, qui est une société civile, une somme importante qu'on n'évalue pas à moins de 1 500 francs par action. Les actions privilégiées, c'est-à-dire à intérêt garanti de 50 francs qui continue à être payé par la Société, ne sont plus cotées en janvier 1879 qu'à 240 francs, ces actions étant en effet responsables comme les autres, du payement des dettes. Elles tombent même à 50 francs dans le courant de l'année.
On peut juger d'après les chiffres ci-dessus des pertes considérables qu'éprouvent certains actionnaires de Ferfay qui ont acheté en 1875 des actions à 4 665 francs et plus, alors qu'elles valent zéro franc et même bien moins puisqu'en cas de liquidation, elles sont sous le coup de 1 500 francs d'appels de fonds pour le remboursement des dettes de la Société,.

#### Traité pour l'établissement de fours à coke
Dans le courant de l'année 1874, la Compagnie de Ferfay fait avec Messieurs Gérard et Devaux, marchands de charbon à Lille, et ses représentants, un traité pour la fourniture du charbon nécessaire à l'alimentation d'une fabrique de coke, qu'ils se proposent d'établir sur les fosses.
La durée du marché est de quinze années. Le prix du charbon est fixé à 50 centimes la tonne au-dessous du prix payé par le client de la Compagnie le plus favorisé. La quantité de charbon à livrer est de 150 à 200 tonnes par jour au minimum, soit de 50 000 à 70 000 tonnes par an. Messieurs Gérard et Devaux, doivent former une Société au capital de 500 000 francs pour obtenir les capitaux nécessaires à la réalisation de leur entreprise. Ce traité n'a toutefois pas eu de suite, le nouveau conseil d'administration, nommé en janvier 1875, ayant refusé de le ratifier. Quelque temps après, Messieurs Gérard et Devaux cessent d'être les représentants de la Compagnie de Ferfay, laissant un solde de compte de près de 90 000 francs, qui n'a jamais été payé.

#### Matériel et outillage
Les puits de Ferfay ont quatre mètres à 4,25 mètres de diamètre. Ils sont tous guidés en longuerines de chêne ayant à la fosse no 3 15/20 centimètres et aux autres puits 18/12 centimètres. Les cages, surmontées d'un parachute, sont à deux étages, contenant chacun deux berlines de cinq hectolitres.
Il existe à chaque puits un compartiment d'aérage ou goyau dont la flèche est de 1,45 à 1,55 mètre. Les machines d'extraction sont à la fosse no 1, du système Cavé, à deux cylindres oscillants, à la fosse no 2, du système horizontal à deux cylindres de 60 centimètres, à la fosse no 3, du système horizontal à deux cylindres de 70 centimètres et à la fosse no 4, du système vertical à deux cylindres de 55 centimètres.
Une extraction mécanique a été établie en 1876 à la fosse no 3. Elle est du système à chaîne flottante, mais se distingue par cette particularité que le moteur est placé au jour, et communique le mouvement à la poulie de tête de la chaine par un câble de transmission qui circule dans le goyau,.

#### Prix de revient
Les états de redevances fournissent les indications suivantes sur les dépenses faites dans les concessions de Ferfay et de Cauchy-à-la-Tour.
En 1873, l'extraction est de 181 645 tonnes, les dépenses de premier établissement sont de 212 306 francs ou 1,16 franc par tonne, et les dépenses d'exploitation de 2 713 927 francs ou 14,94 francs par tonne, soit un ensemble de 2 926 233 franc ou 16,10 franc par tonne. En 1874, l'extraction est de 153 456 tonnes, les dépenses de premier établissement sont de 124 530 francs ou 81 centimes par tonne, et les dépenses d'exploitation de 2 528 178 francs ou 16,48 francs par tonne, soit un ensemble de 2 652 708 francs ou 17,29 francs par tonne.
En 1876 et 1877, la moyenne de dix mois donne un prix de revient net de 17,03 francs la tonne, y compris 1,75 francs pour intérêts et primes sur actions et obligations, ou 15,28 francs pour frais d'exploitation. Suivant MM, de Clercq et Piérard,, le prix de revient de l'exploitation des fosses de Ferfay est en octobre 1877 de 2,780 francs pour l'abattage et le rauchage, 3,952 francs pour le roulage et l'entretien des voies, 3,091 francs pour les travaux divers et les fournitures, 51,6 centimes pour les travaux extraordinaires et préparatoires, soit 10,285 francs pour la partie productive, et 2,614 francs pour le triage, les frais généraux, les primes, les commissions de vente, 1,80 francs pour les intérêts d'emprunts et d'obligations, soit un total de 14,699 francs, non compris le remboursement des obligations. Abstraction faite des frais de vente et des intérêts des obligations et des actions s'élevant à 2,30 francs, le prix de revient de l'exploitation est de 12,399 francs.

#### Prix de vente des houilles

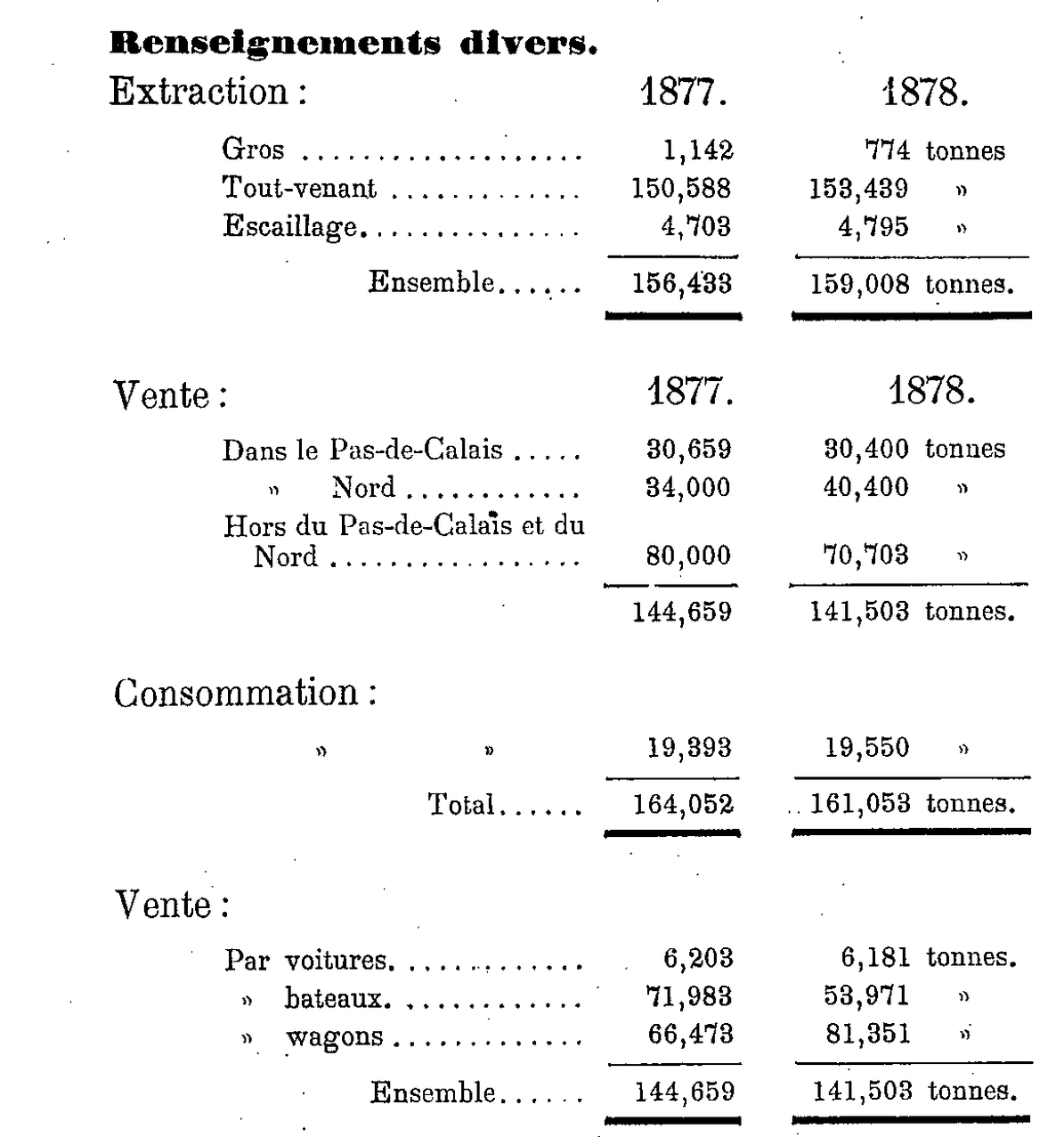
Renseignements divers.

En 1863 et 1864, la Compagnie de Ferfay vend ses houilles tout venant à 13 francs la tonne à la mine et 13,30 francs sur bateau à son rivage d'Isbergues. Les prix moyens de vente donnés dans les rapports des ingénieurs des mines sont les suivants : 18,41 francs la tonne en 1869, 13,34 francs en 1871, 14,40 francs en 1872, 19,50 francs en 1873 et vingt francs en 1874.
En 1874, la Compagnie a obtenu une fourniture de 5 500 tonnes de tout-venant à l'assistance publique de Paris, à 18,11 francs la tonne à la mine ; en 1875, elle obtient la même fourniture à 20,50 francs. Mais les prix moyens de vente s'abaissent ensuite. Ils ne sont plus que de 19,48 francs en 1875, 17,35 francs en 1876, 13,59 francs en 1877 et 12,58 francs en 1878.

#### Ouvriers, production par ouvrier et salaires
La production par ouvrier est notablement plus faible à Ferfay que dans les autres houillères de la région. C'est la conséquence d'un gisement accidenté, où un personnel considérable est employé aux travaux de recherche, au rocher, et donc improductifs. D'après le rapport de Messieurs de Clercq et Piérard, on a employé en octobre 1877, 28 040 journées d'ouvriers pour produire 15 233 tonnes de houille.
La production journalière individuelle est donc de 544 kilogrammes, inférieure de 106 kilogrammes, ou près de 20 % à la moyenne de la production individuelle dans le Nord, et de 306 kilogrammes ou de 56 % à la moyenne du Pas-de-Calais. Cependant, la production journalière de l'ouvrier à la veine a été de 2 192 kilogrammes, production considérée par ces Messieurs comme bonne. On trouvera d'autre part des renseignements plus détaillés et plus précis fournis par M. Evrard, sur la production, le nombre d'ouvriers et les salaires des mines de Ferfay de 1855 à 1878.

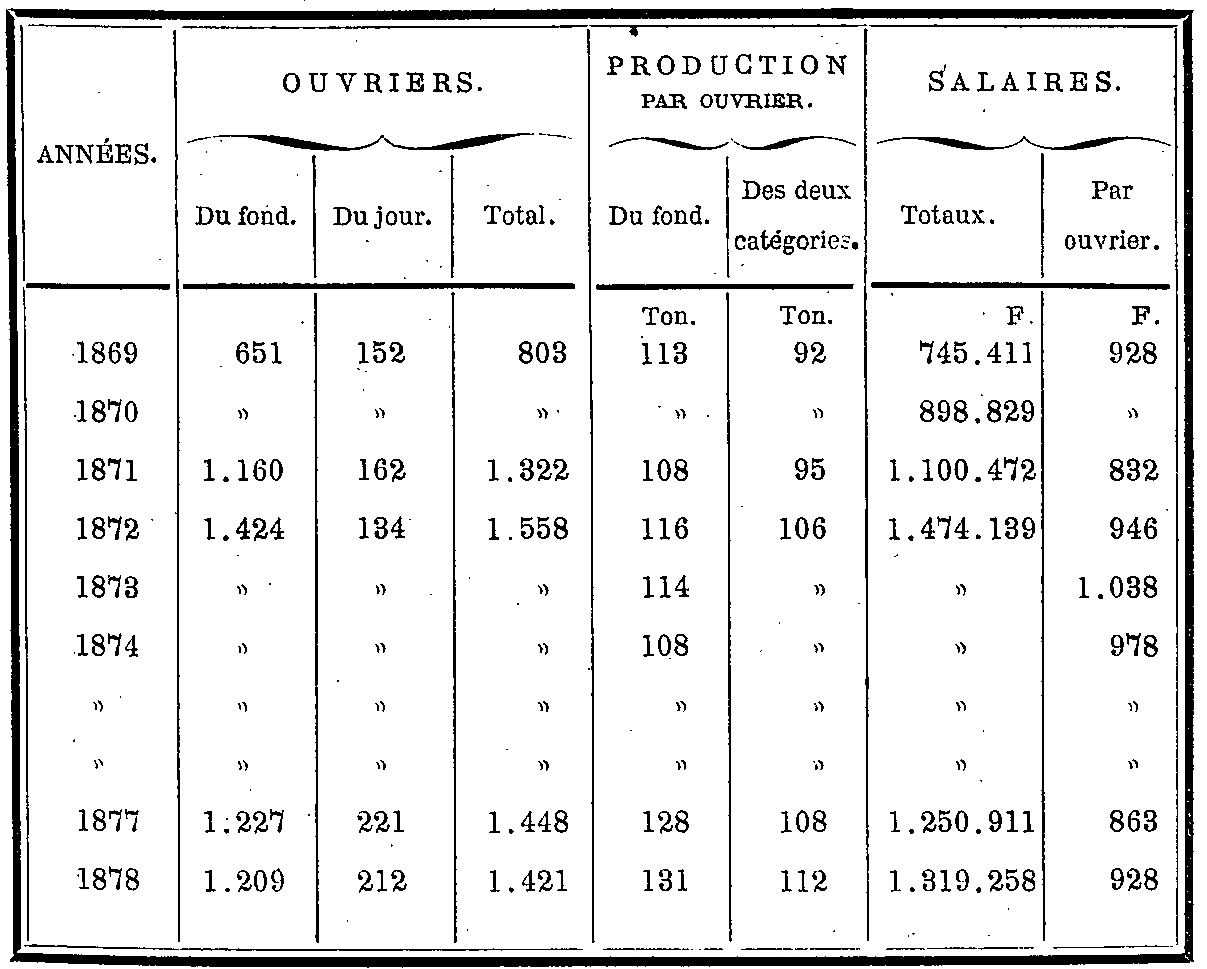
Ouvriers, productivité et salaires.
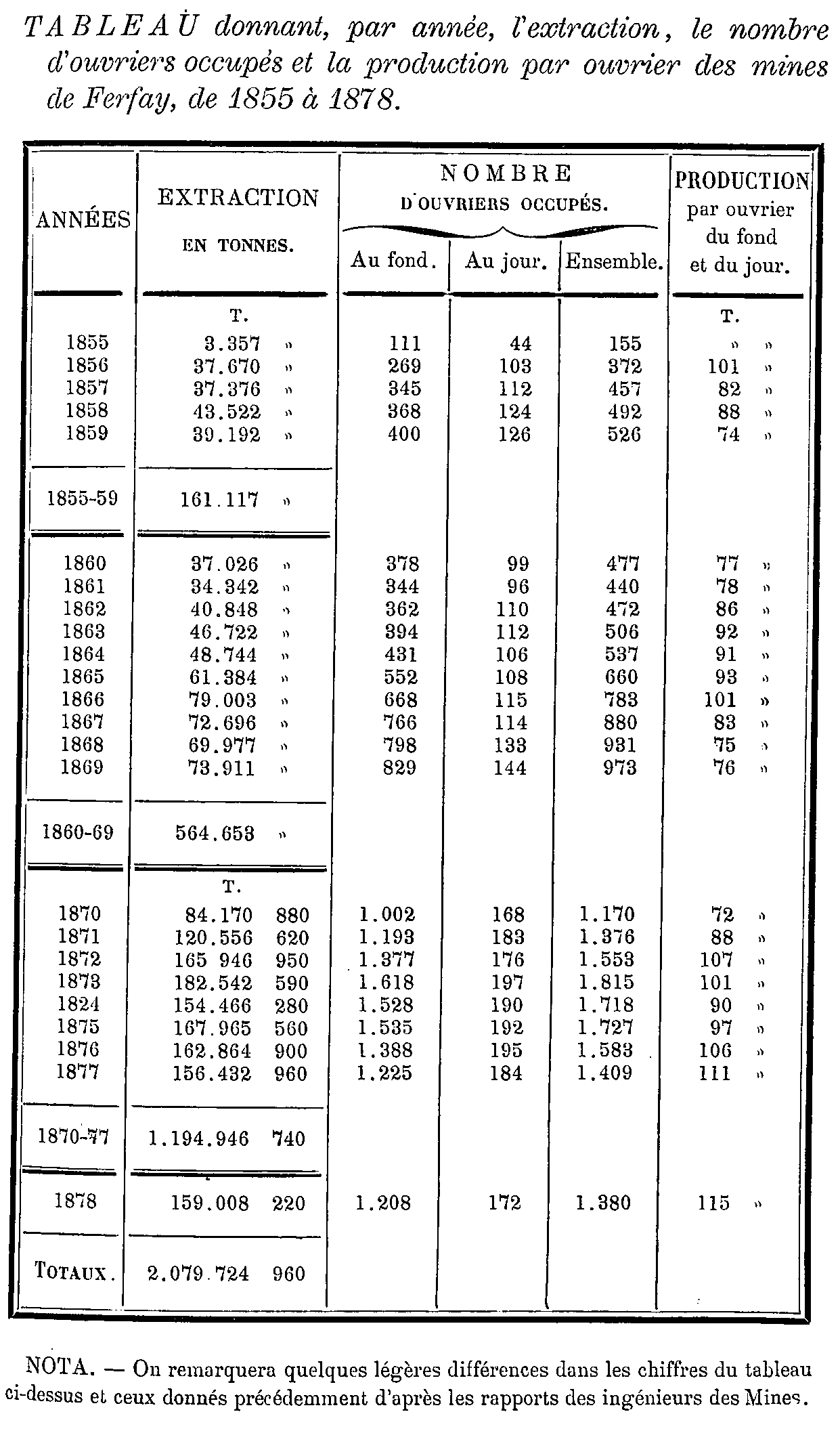
Extraction et nombre d'ouvriers.
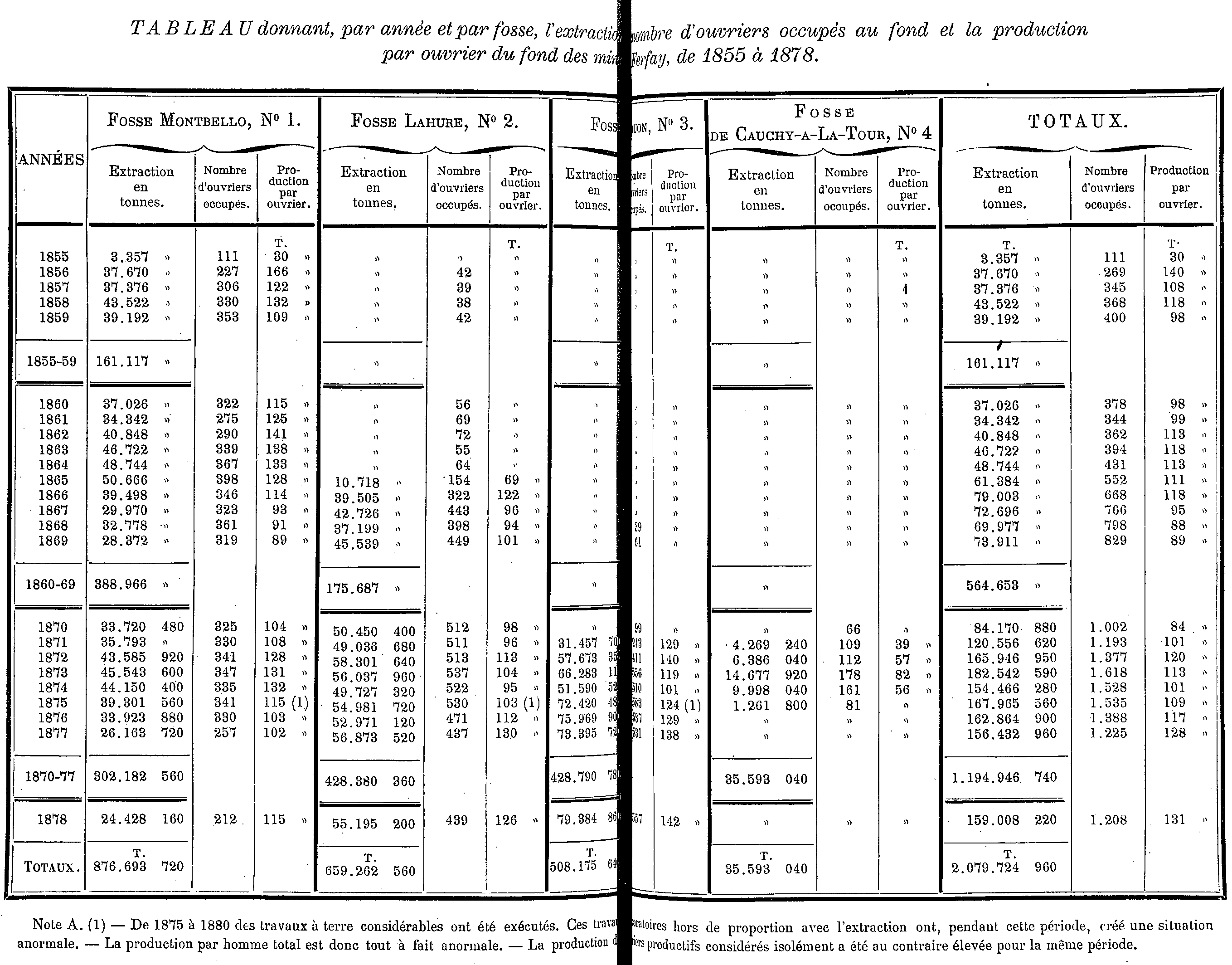
Extraction et nombre d'ouvriers fosse par fosse.
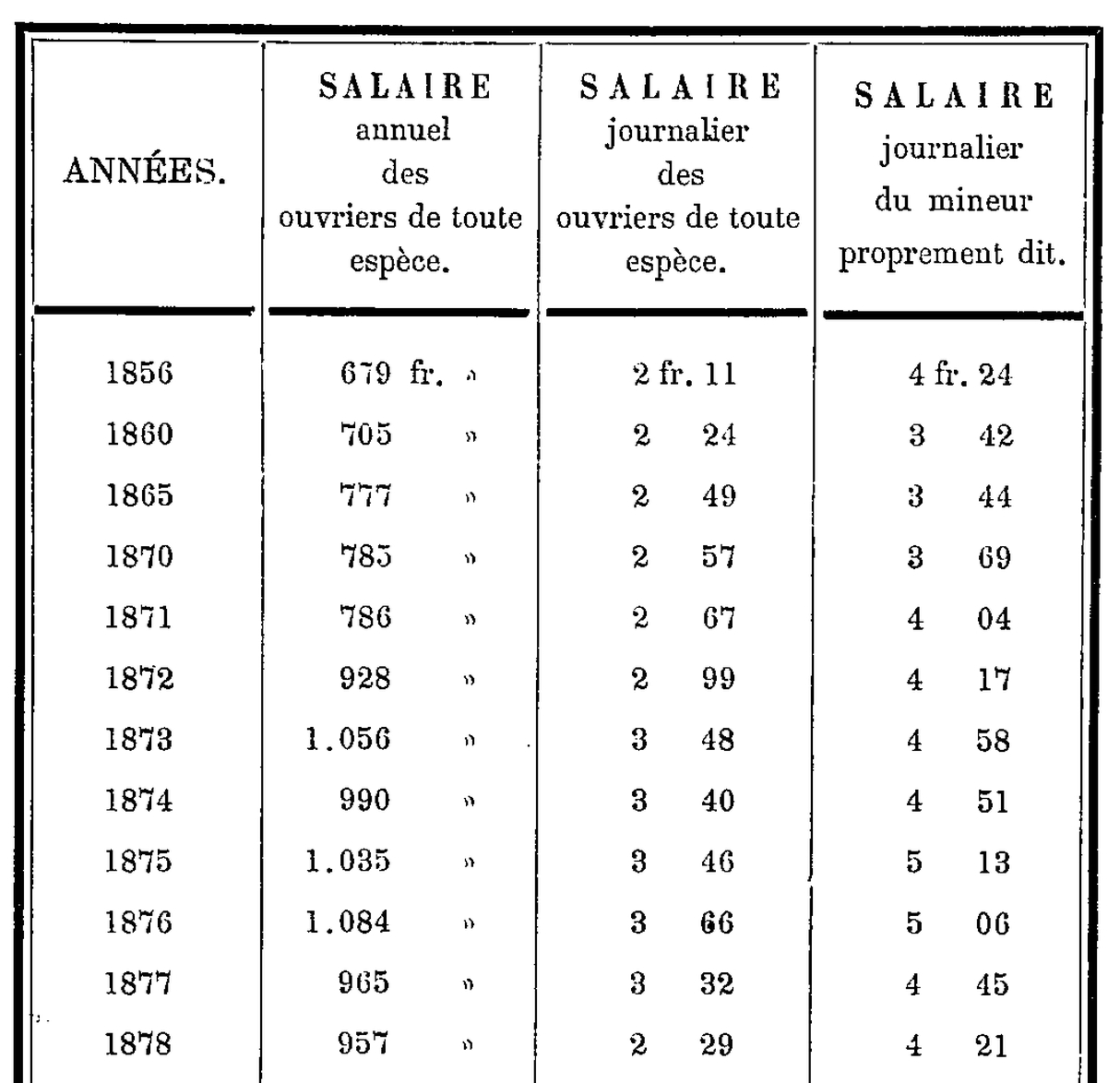
Salaires.

#### Œuvres en faveur des ouvriers
D'après la notice distribuée aux membres du congrès de l'industrie minérale en 1876, le service technique des mines de Ferfay comprend un ingénieur principal, deux ingénieurs divisionnaires pour le fond et un ingénieur divisionnaire pour le jour. Les ingénieurs ont sous leurs ordres les maîtres-porions, les porions et les chefs d'ateliers chargés de la conduite des travaux. La Compagnie occupe 1 605 ouvriers, tant au fond qu'au jour. Elle possède près de 400 maisons dans lesquelles elle loge une partie de ce personnel.
Elle a organisé une caisse de secours, et elle prépare l'organisation d'une société coopérative d'alimentation. Un docteur, un médecin, un ecclésiastique et des sœurs de la providence sont attachés à l'établissement. Il existe aux mines de Ferfay une école pour les filles dirigée par les sœurs, et une école pour les garçons dirigée par un instituteur muni du brevet supérieur et assisté de deux instituteurs adjoints. Ces écoles, pourvues d'un matériel complet d'enseignement, sont fréquentées le jour par les enfants, le soir par les adultes. Ce système d'éducation est complété par des conférences hebdomadaires et par des cours supérieurs professés par les ingénieurs de la Compagnie. Des collections sont mises à la disposition des élèves. Les élèves des corons éloignés sont amenés aux écoles par chemins de fer et ramenés à domicile après la sortie de la classe.

### Après 1880
En 1879, le directeur de la Compagnie est M. Évrard, et M. Pollet est l'ingénieur. La Compagnie emploie en 1890 810 hommes, 110 enfants et 29 femmes. Trois ans plus tard, M. Poumairac est le directeur de la Compagnie, il est aidé par Messieurs Soulary, Ébrard, Chaleyssin, et Flotte.
Des lavoirs ont été construits, ainsi que deux batteries de seize fours à coke et un chemin de fer allant jusque Lillers et le canal d'Isbergues. La production est de 194 000 tonnes en 1891, 223 759 tonnes en 1892, 222 232 tonnes en 1893, et 163 000 tonnes en 1897. Cette année-là, la Compagnie emploie 748 hommes, 160 enfants et 38 femmes.
En 1910, 200 000 tonnes sont produites par 762 mineurs et 290 ouvriers au jour. En 1925, la Compagnie des mines de Ferfay est rachetée par la Compagnie des mines de Marles.

## Les fosses

### Fosseno1
50° 31′ 05″ N, 2° 27′ 08″ E
1853 - 1951

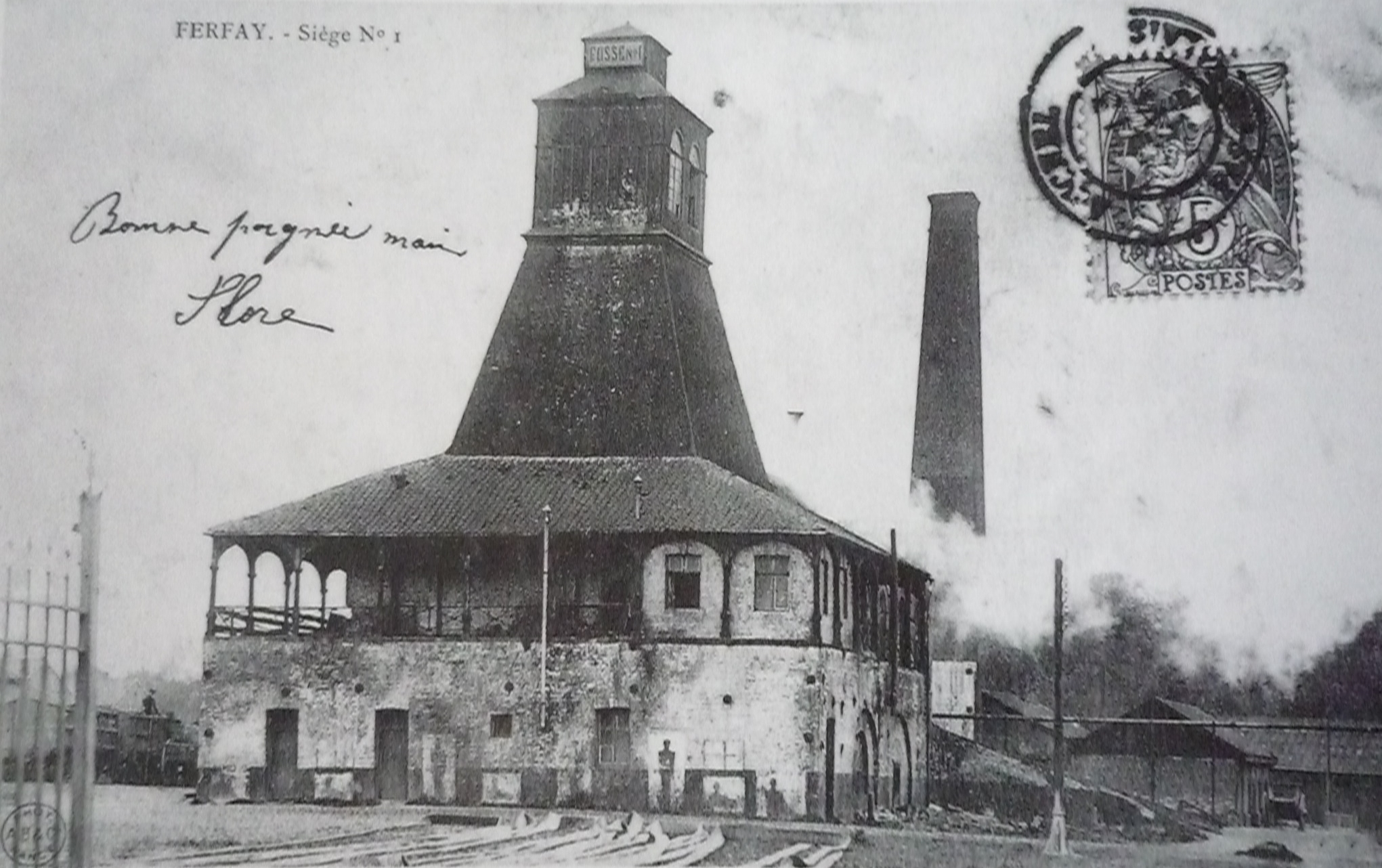
La fosse no 1 vers 1900.

La fosse no 1 ou Montebello est ouverte en 1853, dans le hameau de Saint-Pierre, à Auchel. Le terrain houiller est atteint à 144,50 mètres. La fosse entre en exploitation en 1855. Ouverte avant l'obtention de la concession, elle est placée à l'angle nord-est, très près des limites communes avec Marles, et son champ d'exploitation est très limité dans deux directions. Le puits est profond de 467 mètres. Le grisou, tout à fait inconnu dans les étages supérieurs, a fait son apparition dès la profondeur de 363 mètres.
La fosse cesse d'extraire en 1895. Elle assure dès lors l'aérage. Après le rachat par la Compagnie des mines de Marles, le puits assure l'aérage de la fosse no 4 - 4 bis sise à Auchel et est renommée fosse no 4 ter. Le puits, profond de 572 mètres, est remblayé en 1951. La tête de puits no 4 ter est matérialisée, ce qui permet sa surveillance par le BRGM.

### Fosseno2 - 2 bis
Puits no 2
50° 31′ 19″ N, 2° 26′ 18″ E
1856 - 1937
Puits no 2 bis
50° 31′ 20″ N, 2° 26′ 18″ E
1884 - 1937
La fosse no 2 ou Lahure est ouverte en 1856, à Ferfay. Le niveau est passé sans machine d'épuisement. Le terrain houiller est atteint à 146 mètres. Jusqu'à 333 mètres, on ne traverse que des terrains ondulés et irréguliers. Après beaucoup de recherches infructueuses, on décide l'approfondissement du puits et on rencontre un faisceau assez riche et assez régulier. La fosse entre en production en 1865. Le puits est profond de 497 mètres. Le grisou y existe. Des accrochages sont établis à différents étages, avant de trouver à la profondeur de 460 mètres en 1865 une première veine exploitable, dénommée Louise.
Une explosion cause la mort de 17 mineurs le 11 février 1884. Le puits no 2 bis est commencé cette année-là, et commence à extraire en 1888.
La fosse cesse d'extraire en 1936, les puits, respectivement profonds de 630 et 414 mètres sont remblayés l'année suivante. Les têtes des puits Lahure nos 1 et 1.2 sont matérialisées, ce qui permet leur surveillance par le BRGM.

### Fosseno3 - 3 bis
Puits no 3
50° 31′ 51″ N, 2° 25′ 53″ E
1868 - 1929
Puits no 3
50° 31′ 51″ N, 2° 25′ 57″ E
1885 - 1929
La fosse no 3 ou Druon est ouverte à Ferfay en 1867 ou 1868, avec un diamètre de quatre mètres. Le niveau est facile à passer, et donne peu d'eau. Le terrain houiller est atteint à 152,50 mètres. La fosse entre en exploitation en 1870. Le grisou est rencontré à l'étage de 327 mètres. C'est la fosse la plus productive de Ferfay.
Le puits no 3 bis est commencé en 1885, afin d'assurer l'aérage, son diamètre est de 2,50 mètres. Un incendie en 1910 entraîne la destruction du chevalement en bois. Après le rachat par la Compagnie des mines de Marles, la fosse cesse toute activité le 21 août 1929, et les puits nos 3 et 3 bis, respectivement profonds de 184 et 173 mètres, sont remblayés la même année. Les têtes des puits Druon nos 1.3 et 1.4 sont matérialisées, ce qui permet leur surveillance par le BRGM.

### Fosseno4 - 4 bis
Puits no 4
50° 30′ 40″ N, 2° 26′ 40″ E
1859 - 1952
Puits no 4 bis
50° 30′ 39″ N, 2° 26′ 41″ E
1917 - 1952

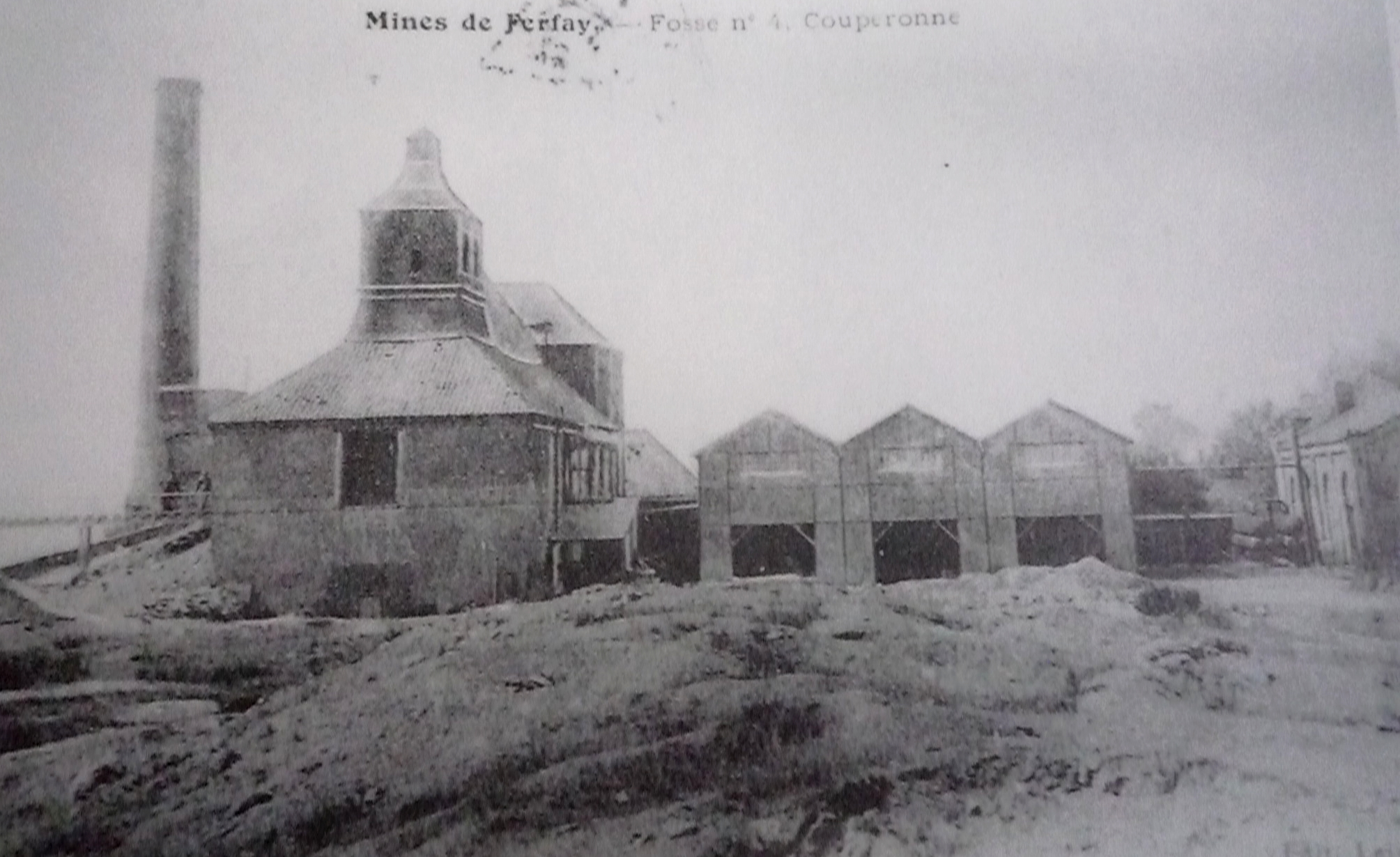
La fosse no 4 vers 1890.

La fosse no 4 ou de Cauchy est ouverte en juin 1859 à Cauchy-à-la-Tour par la Compagnie de Camblain-Chatelain ensuite nommée Compagnie des mines de Cauchy-à-la-Tour, et comprise dans la concession de Cauchy-à-la-Tour, achetée en 1870 par la Compagnie de Ferfay. Le terrain houiller est atteint à 137 mètres. Le gisement est pauvre et irrégulier, mais se régularise cependant au niveau de 305 mètres où les couches rencontrées ne présentent qu'une trop faible puissance. Cette fosse n'a presque rien produit, la Compagnie de Cauchy-à-la-Tour fait faillite, et la Compagnie des mines de Ferfay est désignée comme adjudicataire et en fait sa fosse no 4 en 1870. Elle est en chômage depuis 1876. Le grisou y existe. Elle assure dès lors l'aérage des fosses nos 1 et 2 - 2 bis des mines de Ferfay.
La Première Guerre mondiale cause la reprise des travaux à la fosse no 4. Il est approfondi à 644 mètres. Un puits no 4 bis est creusé à partir de 1917. Lors du rachat par la Compagnie des mines de Marles en 1925, les puits sont respectivement renommés 7 bis et 7 ter. L'extraction cesse en 1950, et les deux puits, respectivement profonds de 644 et 774 mètres, sont remblayés en 1952. Les têtes des puits nos 7 bis et 7 ter sont matérialisées, ce qui permet leur surveillance par le BRGM.